# Église Saint-Barthélemy de Thermes-Magnoac
L'église Saint-Barthélemy de Thermes-Magnoac est une église catholique située à Thermes-Magnoac, dans le département des Hautes-Pyrénées en France.

## Historique

### XVIe-XIXesiècle
L'église est de style gothique et date du XVIe siècle.
D'après un dessin du Baron Louis de Fiancette d'Agos de 1838, on peut voir l'église avec un clocher-mur (voir le tableau ci-dessous) avec à proximité une tour restante de l'ancien château (qui s'effondra en 1860).

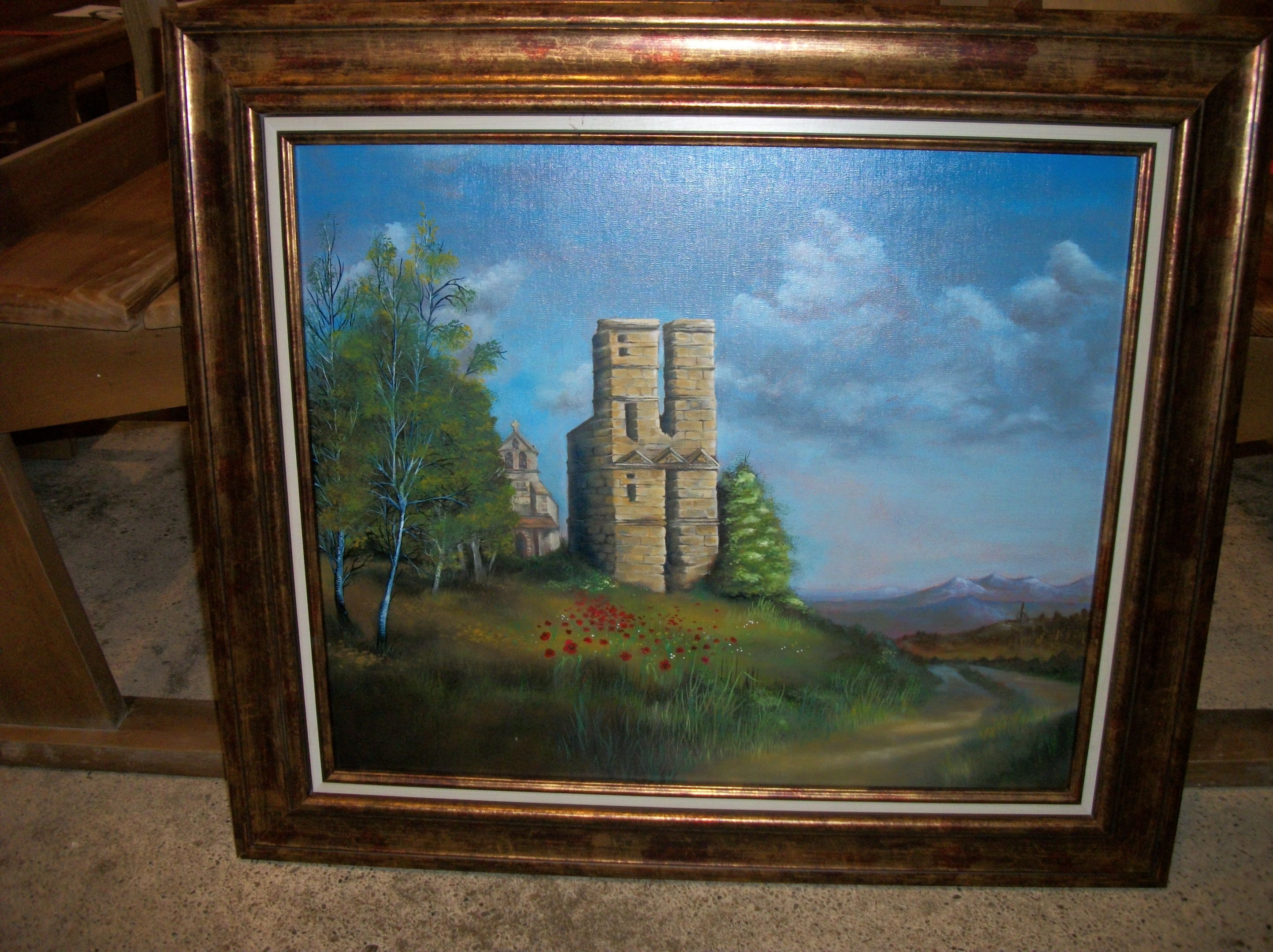
Tableau de l'ancienne église et de l'ancien château

En 1839, un projet de construction d'un nouveau clocher est réalisé. En 1864, un clocher avec une flèche de 10 mètres remplace l'ancien clocher-mur.
En 1879, le conseil municipal remarque sur ce clocher des vices de construction et de forme.
En 1883, un nouveau clocher est construit avec une flèche de 13 mètres.

### XXesiècle
L'église actuelle présente un chevet plat, une nef de trois travées et des clés de voûte avec des armoiries.
Le dernier curé de Thermes-Magnoac (de 1964 à 1975), l'abbé Tartas, a ajouté au sommet du retable monumentale un demi cercle d'un semi-relief représentant Dieu le Père qui s'intègre parfaitement à l'ensemble mais qui masque le vitrail rond de l'abside.

### XXIesiècle
Après le confinement de 2020 en France, l'association Thermes-Magnoac Patrimoine et Culture décide de nettoyer l'intérieur de l'église, du clocher aux mobiliers intérieurs (retable, autels, statues, objets liturgique, chandeliers, bougeoirs floraux, bannière, etc..).
Des vêtements sacerdotaux ont été retrouvés dans la sacristie (chasubles, capes, aubes, étoles, linge de messe) et ont été nettoyés avec les conseils de l'évêché de Tarbes et Lourdes.
Un Gradual Romanum (recueil des chants grégoriens) de 1854 a été restauré par Mme Huguette Lembezat, Thermaise d'origine.
Un Antiphonaire de 1835 en mauvais état a été restauré par la commune.

## Peintures murales
Des peintures murales représentant la crucifixion de Jésus ont été retrouvées derrière le retable monumental,,,.

## Mobilier
Sont classés au titre objet des monuments historiques :
- Le maître-autel, le retable monumental, le tabernacle et le tableau représentant la Crucifixion datant du XVIIIe siècle[6].

Est inscrit à l'inventaire des monuments historiques :
- Des fragments du Christ en croix sculpté en bois datant du XVIe siècle[7].

## Description

### Intérieur

#### Nef

##### Chaire
Sur la chaire sont représentés les quatre Évangélistes avec au centre Jésus-Christ.

###### Chapelle de laVierge Marie
Au centre de la chapelle est placée la maison de la crèche de Noël.
L'autel et le tabernacle sont en marbre blanc.
Sur la façade de l'autel est représentée Notre-Dame du Rosaire remettant le rosaire à saint Dominique et à sainte Catherine de Sienne.

##### Chapelle Saint-Joseph
L'autel et le tabernacle sont en marbre blanc.
Sur la façade de l'autel est représentée la mort de saint Joseph avec Jésus, Marie et un ange lui apportant un lys.

#### Chœur
Le nouveau maître autel
Le nouveau est en bois sculpté et doré, il est recouvert d'un voile.
Il a été mis en place après le concile Vatican II, ainsi le prêtre célèbre la messe face aux fidèles.

##### Retablemonumental, maître autel et tabernacle
Le retable monumental
Le retable monumental est en bois peint et doré. Sur la gauche, une statue de saint Pierre, sur la droite, une statue de saint Paul.
Au centre, le tableau représentant la Crucifixion est daté de 1787, il est signé Lagarde.
- Sont représentés (de gauche à droite) : la Vierge Marie, sainte Marie Madeleine en prière et saint Barthélemy.

Au sommet du retable monumental a été ajouté un demi-cercle d'un semi-relief représentant Dieu le Père, qui s'intègre parfaitement à l'ensemble. Il a été ajouté par le dernier curé de Thermes-Magnoac (de 1964 à 1975), l'abbé Tartas.
L'ancien maître autel
Il était utilisé avant le concile Vatican II, lorsque le prêtre célébrait la messe dos aux fidèles.
Le maître autel est en bois sculpté, peint à l'imitation du marbre, et orné de décors dorés (guirlandes de fleurs) avec quatre têtes d'anges.
Sur la façade du maître autel est représenté un couteau (outil du martyre de saint Barthélemy) et une palme (symbole du martyr).
Dessus est placé un ostensoir.
Le tabernacle
Le tabernacle est en bois peint et doré.

#### Sacristie(à gauche du chœur)
Les vêtements sacerdotaux sont stockés dans une armoire.

#### Sacristie (à droite du chœur)
Les objets liturgiques (ostensoirs, crucifixs, encensoirs, navettes) sont entreposés ici.

## Galerie

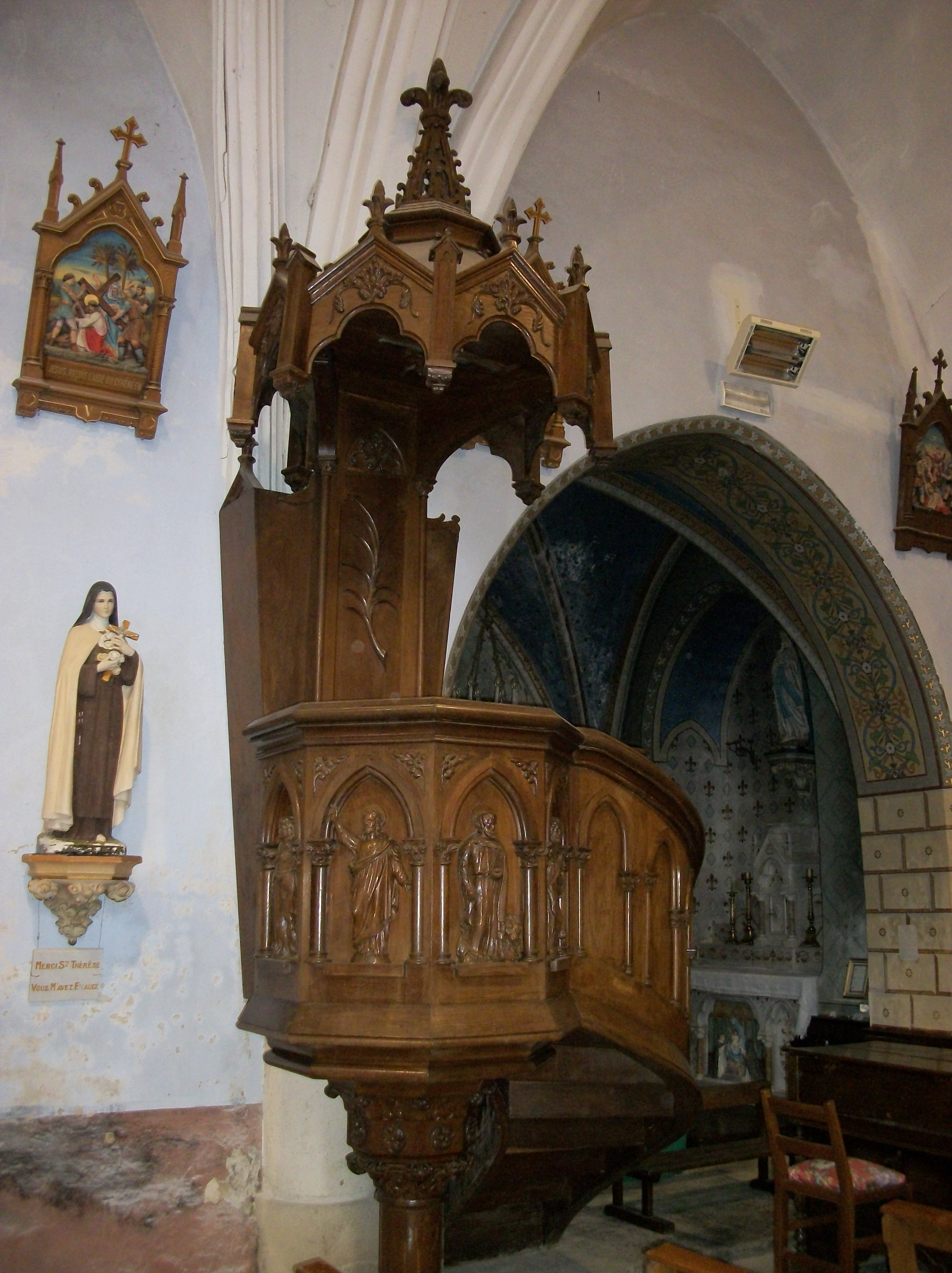
La chaire
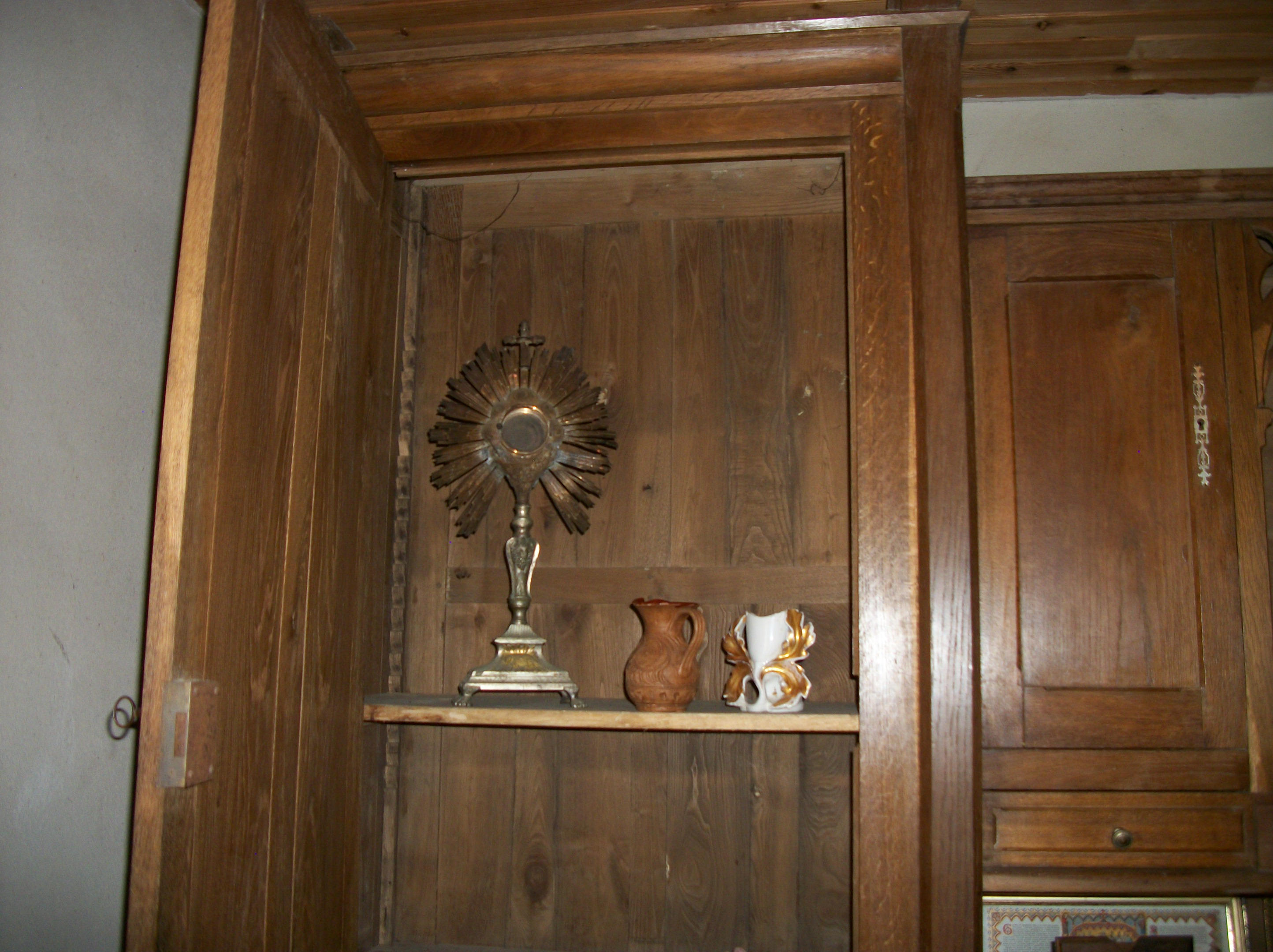
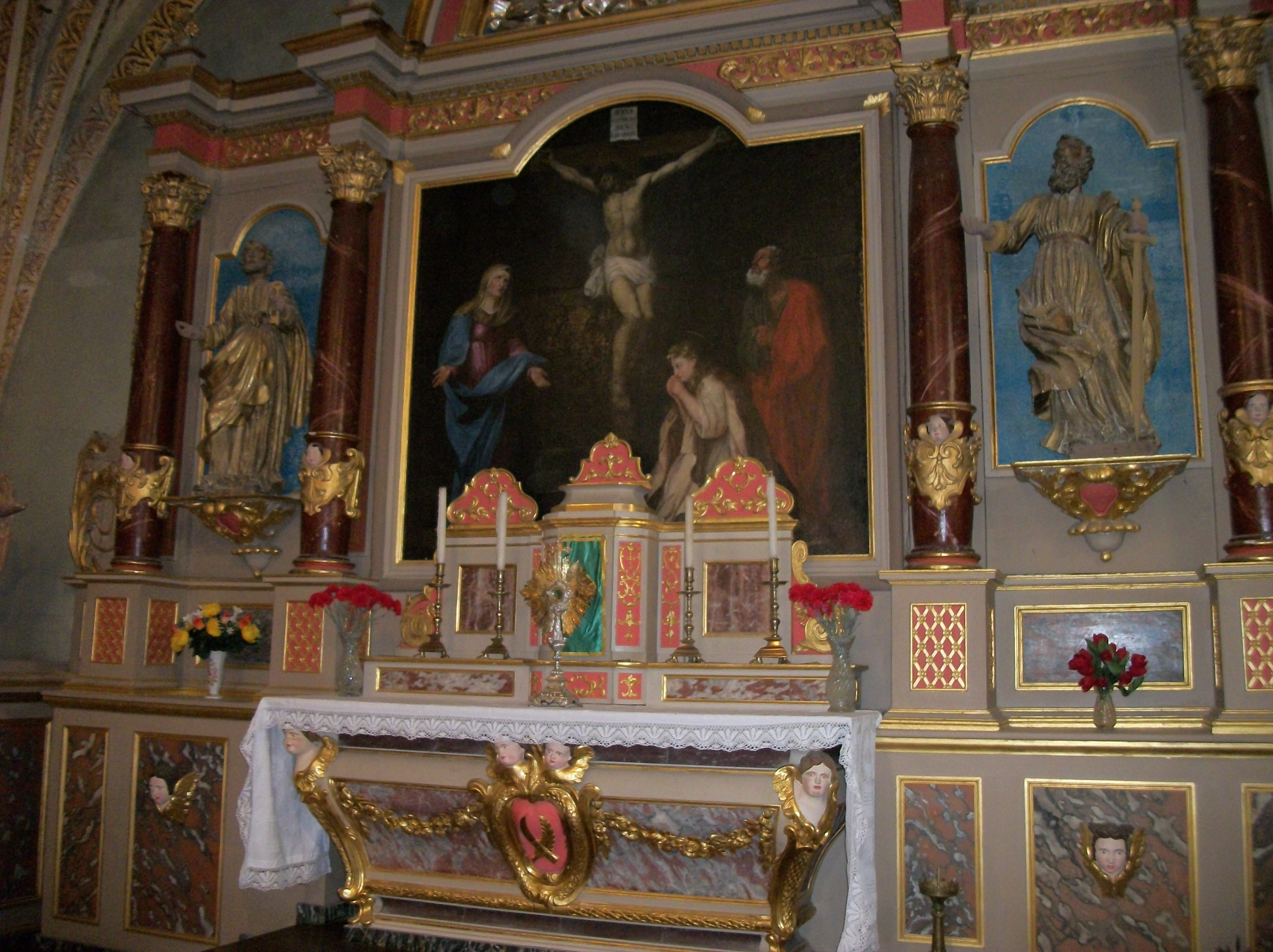
Le retable monumental, le maître autel et le tabernacle
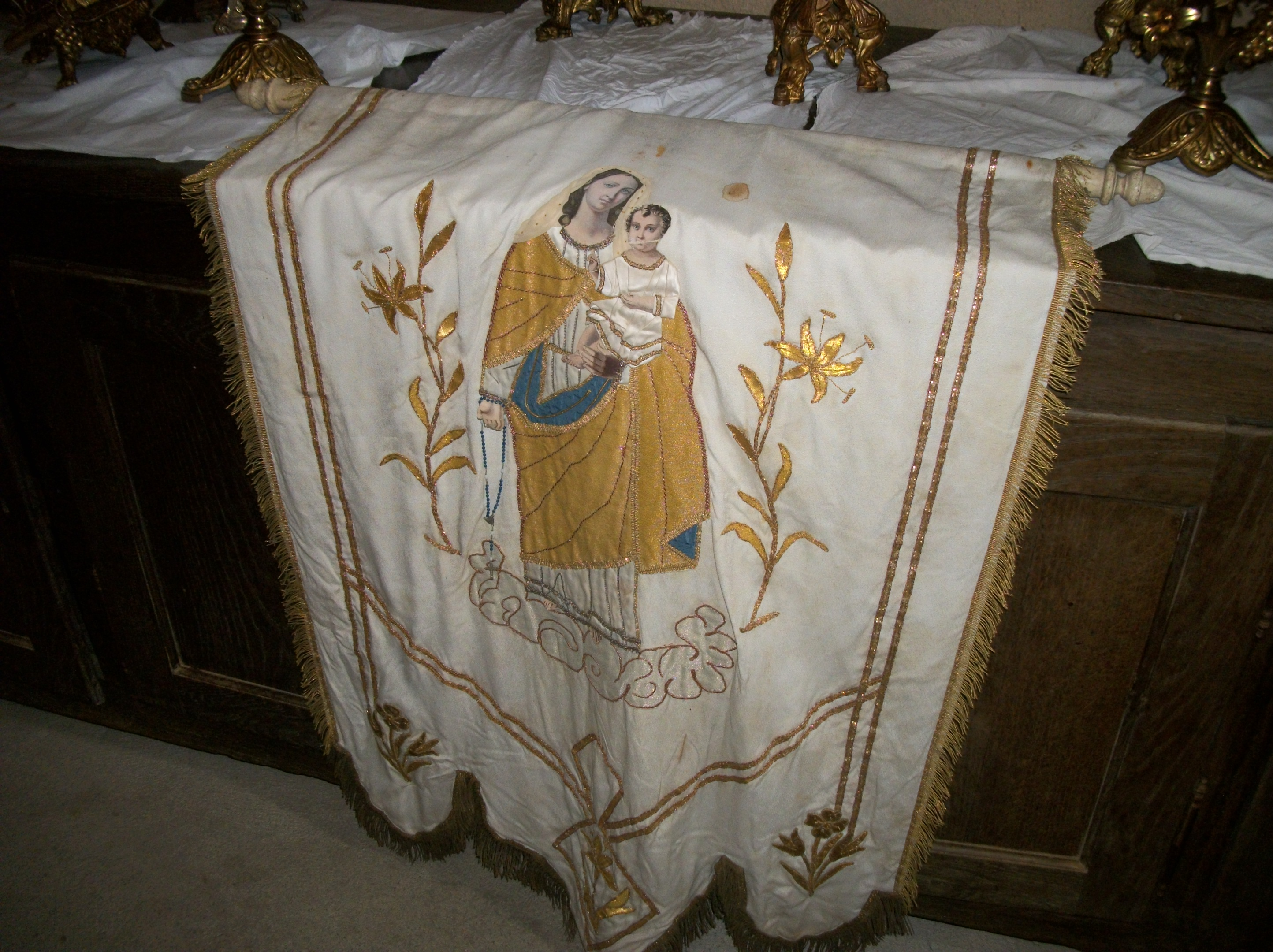
Bannière brodés où est représentée Notre-Dame du Rosaire
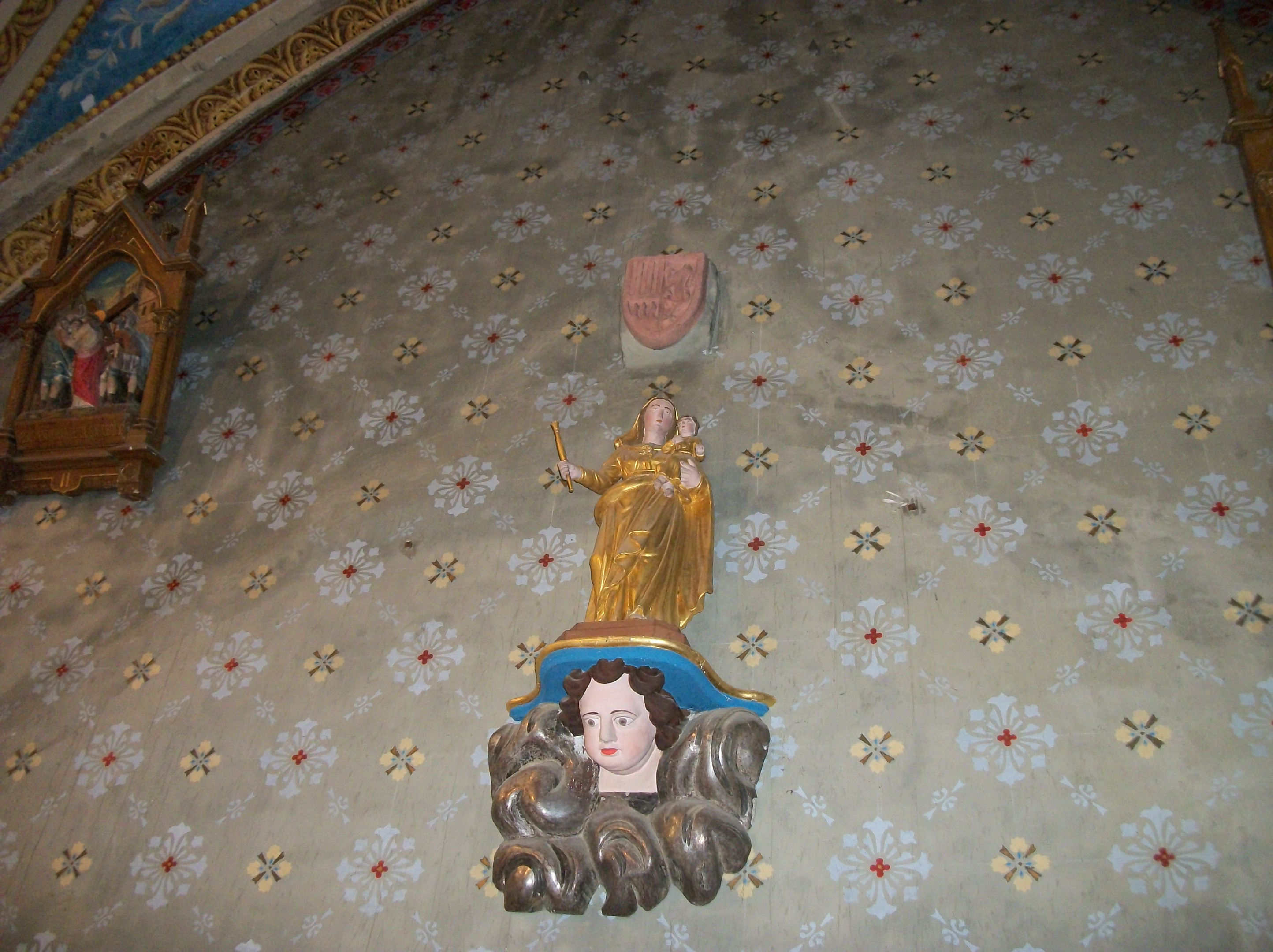
Statue de la Vierge à l'Enfant dorée tenant un sceptre, au-dessus est représenté un blason